# Жанажол (Бурабайский район)
Жанажо́л (каз. Жаңажол) — село в Бурабайском районе Акмолинской области Казахстана. Входит в состав сельского округа Атамекен. Код КАТО — 117055200.

## География
Село расположено в юго-восточной части района, на расстоянии примерно 19 километров (по прямой) к югу от административного центра района — города Щучинск, в 5 километрах к северо-западу от административного центра сельского округа — аула Атамекен.
Абсолютная высота — 421 метров над уровнем моря.
Ближайшие населённые пункты: село Жаркайын — на севере, аул Атамекен — на юго-востоке.

## Население
В 1989 году население села составляло 166 человек (из них казахи — основное население).
В 1999 году население села составляло 163 человека (76 мужчин и 87 женщин). По данным переписи 2009 года, в селе проживали 164 человека (86 мужчин и 78 женщин).
| Численность населения | Численность населения | Численность населения |
| 1989                  | 1999                  | 2009                  |
| --------------------- | --------------------- | --------------------- |
| 166                   | ↘163                  | ↗164                  |

## Улицы[5]
- ул. Женис